# Rosa Vandervost
Rosa Vandervost (˚1984) is een Vlaamse actrice, dramaturge en docente. Ze is verbonden aan het Antwerps theatergezelschap De Tijd en speelde een hoofdrol in De Kavijaks.
Vandervost studeerde in 2005 af aan het Herman Teirlinck Instituut.
In de theaterseizoenen 2006/2007 en 2008/2009 speelde ze samen met Suzanne Grotenhuis de hoofdrol in een verhalende toneelversie van Arthur Japin's Een schitterend gebrek gebracht door De Tijd. Nog met De Tijd stond ze op de planken in Voor het leven uit 2005, Elk wat wils. Iets van Shakespeare uit 2007, auster/it don't mean a thing if it ain't got that swing uit 2008, Licht uit 2009 en De fantasten uit 2010. In het seizoen 2007/2008, met een herneming begin 2011 vertolkte ze een rol in Blackbird, een productie van het Raamtheater over pedofilie met Carry Goossens als haar tegenspeler.
Op televisie vertolkte ze in 2005 een hoofdrol als dochter Jetje in de VTM prestigereeks De Kavijaks die evenwel pas in 2006 op Nederland 2 en in 2007 op VTM werd uitgezonden. In 2007 had ze een gastrol in een aflevering van het derde seizoen van de televisieserie Aspe. In 2012 had ze een kleine rol in Quiz Me Quick.
Sinds 2010 is ze verbonden als docent ‘podium’ aan de Artesis Plantijn Hogeschool Antwerpen, opleiding drama/woordkunst. 
Ze hecht veel belang aan sociaal artistieke projecten. Zo realiseerde ze in 2011 de voorstelling Boyz in the hood met geïnterneerde jongeren uit de jeugdinstelling GBJ De Kempen te Mol, en maakte ze in 2009 de voorstelling Blauwe Sterren (2009) met jongeren met een verstandelijke handicap van de school Krauwelenhof, Antwerpen. 
Ze vervulde tijdelijke lesopdrachten aan de Stedelijke Muziekacademie voor Muziek, Woord en Dans te Geel en Ekeren, en aan de! Kunsthumaniora, Antwerpen. Vanaf het najaar 2016 is ze verbonden als leerkracht Woord aan de Academie van Londerzeel. 
Rosa Vandervost is een dochter van de acteur en regisseur Lucas Vandervost, artistiek leider van theatergezelschap De Tijd.